# Martino Ghisolfi
Martino Ghisolfi dal latino Martinum de Ghisulphis (Cremona, XIV secolo – XV secolo) è stato un disegnatore e crittografo italiano.
Fu al servizio dei Gonzaga, che assieme ai diplomatici dello Stato Pontificio, furono fra i primi signori del Rinascimento ad utilizzare codici cifrati per i loro messaggi.
Ghisolfi, nel suo Quaternetus ziffrarum M.ci D.N. exemplatum per me Martinum de Ghisulphis eius scribam de anno 1406, raccolse i codici (composti da simboli, figure geometriche, lettere e numeri) che vennero utilizzati per cifrare i messaggi di ambasciatori, diplomatici e segretari gonzagheschi. Le ultime cifrature create da Ghisolfi risalgono al 1419 e il suo metodo venne usato per moltissimi anni, praticamente sino al termine della dominazione gonzaghesca (1707).